# Tobias Schilk
Tobias Schilk (München, 1992. március 24. –) német labdarúgó, az 1. FSV Mainz 05 hátvédje.